# ユニバーサル・シティ

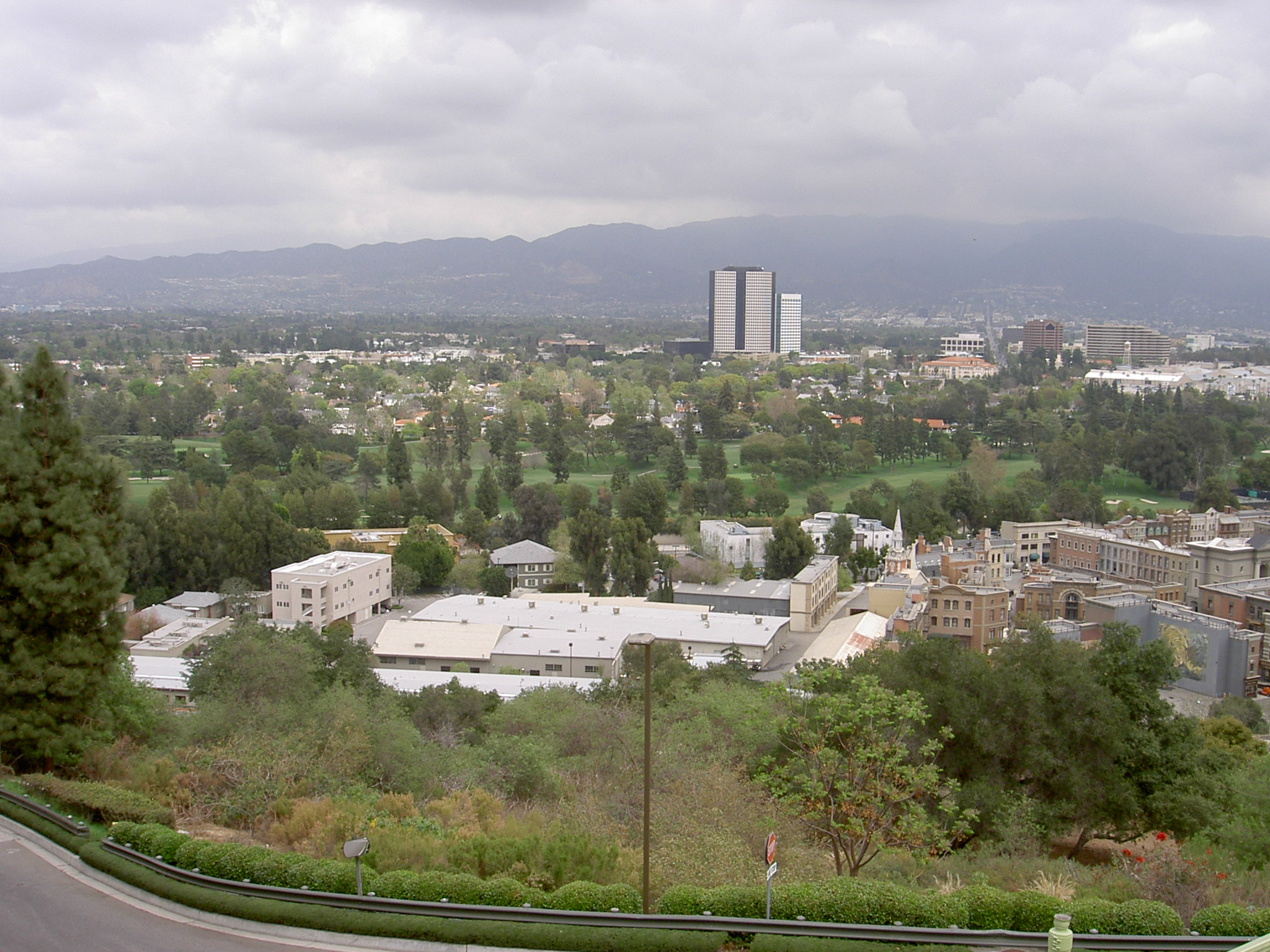
バーバンクのスタジオ街を背景に、ユニバーサル・シティを望む

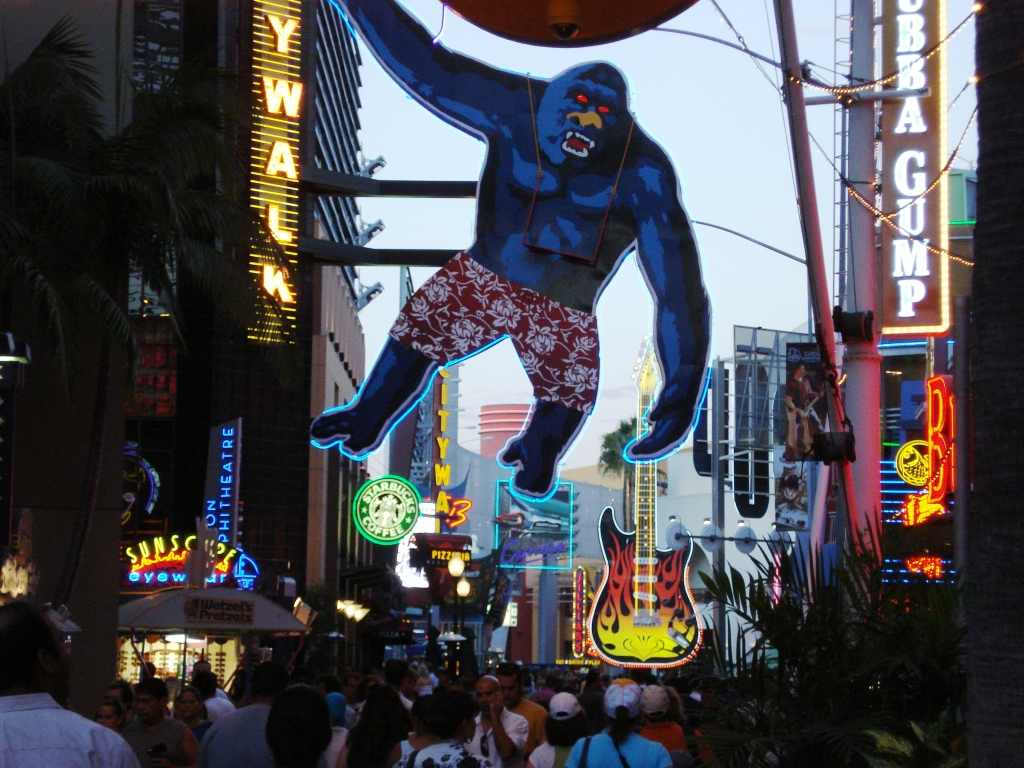
ユニバーサル・シティのユニバーサル・シティ・ウォーク

ユニバーサル・シティ（Universal City）は、アメリカ合衆国カリフォルニア州ロサンゼルス郡のサンフェルナンド・バレー地域にある非法人地域。この周辺の約415エーカー（1.7km²）は、米国の5大映画スタジオの一つであるユニバーサル・ピクチャーズの所有地であり、スタジオの所有地の約70％はこの非法人地域内にあり、残りの30％はロサンゼルス市域内にある。ユニバーサル・シティは主にロサンゼルス市に囲まれており、北東の角はバーバンク市に接しているため、この非法人地域は郡の島となっている。　

## 概要
ユニバーサル・シティには、映画スタジオやテーマパークの「ユニバーサル・スタジオ・ハリウッド」、ショッピングセンターやエンターテインメントセンターの「ユニバーサル・シティ・ウォーク」などがある。ロサンゼルス市域には、ユニバーサルとNBCの36階建てオフィスビルである10ユニバーサル・シティ・プラザ、シェラトン・ユニバーサル、ユニバーサル・ヒルトンがある。また、10ユニバーサル・プラザの向かい側には、地下鉄B線の同名の駅がある。
ユニバーサル・シティ・ウォークには、ロサンゼルス郡保安局（LASD）のステーションがあり、この地域には、私有地にある唯一の政府出資の消防署もある。ロサンゼルス郡消防局（LACFD）の51分署（1990年代半ばまでの正式名称は60分署）は、ユニバーサルとジャック・ウェブのテレビシリーズ「エマージェンシー!」の架空の舞台となっている。しかし、現在の51分署は外部撮影には使用されておらず、番組内の内部撮影のモデルにもなっていない（カーソンのLACFD 127分署が使用されている）。ユニバーサル・シティのZIPコードは91608で、エリア・コード818の中にあるコミュニティ。